# Allersgade
Allersgade er en gade på Ydre Nørrebro i Mimersgadekvarteret. Den er en sidegade til Nørrebrogade og ender i Dagmarsgade.
Gaden er opkaldt efter grundejeren og bryggeren Christian Hansen Aller (1797-1852), der lod udstykke grunde her og anlagde, i den såkaldte Kløvermarken mellem Jagtvej og Lygten, en gade, der kom til at bære hans navn. Allersgade er faktisk den første gade, der blev anlagt på Ydre Nørrebro. Det var i 1857. Gaden blev navngivet i 1860 efter ham. Han boede her selv kun 1839-41, men efter hans død flyttede enken tilbage til ejendommen Allers Bro, som lå mellem Odinsgade og P.D. Løvs Allé ud til Jagtvej. Brygger Aller var i øvrigt far til Carl Aller, grundlæggeren af Allerkoncernen og Familiejournalen. Nogle steder fremgår det fejlagtigt, at det var sønnen og ikke faderen, der lagde navn til gaden.
Bebyggelsen begyndte i 1857 og stod frem til nedrivningen i 1960'erne.
Allersgade-hjørnet ved Nørrebrogade havde længe et mangfoldigt butiksliv. Stykket mellem Allersgade og Uffesgade ud til Nørrebrogade var en af de sidste strækninger, som ikke havde sammenhængende etageejendomme, men i stedet mindre uens bygninger med forskellige butikker. På et foto fra 1933 ses store gavlmalerier på de to bygninger, der averterer med henholdsvis ”Husk 172 172 – Det billige Hjørne” og ”Central Vin-Kompagniet”.
Karréen mellem Gormsgade og Allersgade blev heftigt saneret i 1960'erne. Den oprindelige bebyggelse var højere og meget uens. I stedet ligger den fireetages Dagmargården nu langs en stor del af Allersgade. Det har skabt mere lys og luft og bedre sanitære forhold, men samtidigt er bybilledet også blevet mere koldt, ensartet og fattigt.
På hjørnet af Allersgade og Dagmarsgade ligger en smuk gammel bolig, kaldet Allersborg. På hjørnet overfor blev der opført et plejehjem i 1960'erne. Et halvt århundrede senere var det imidlertid blevet utidssvarende, og det blev derfor revet ned og erstattet af det syvetages Bryggerhuset med ungdomsboliger i 2016-2018. Bygningen er opkaldt efter den ovennævnte brygger Christian Hansen Aller.
Gaden er ensrettet. Det ene hjørnehus mod Nørrebrogade er tildelt høj bevaringsværdi. Overfor Dagmargården ligger der en legeplads og en mindre park, Thors Have.